# خشک‌رود (وادی)

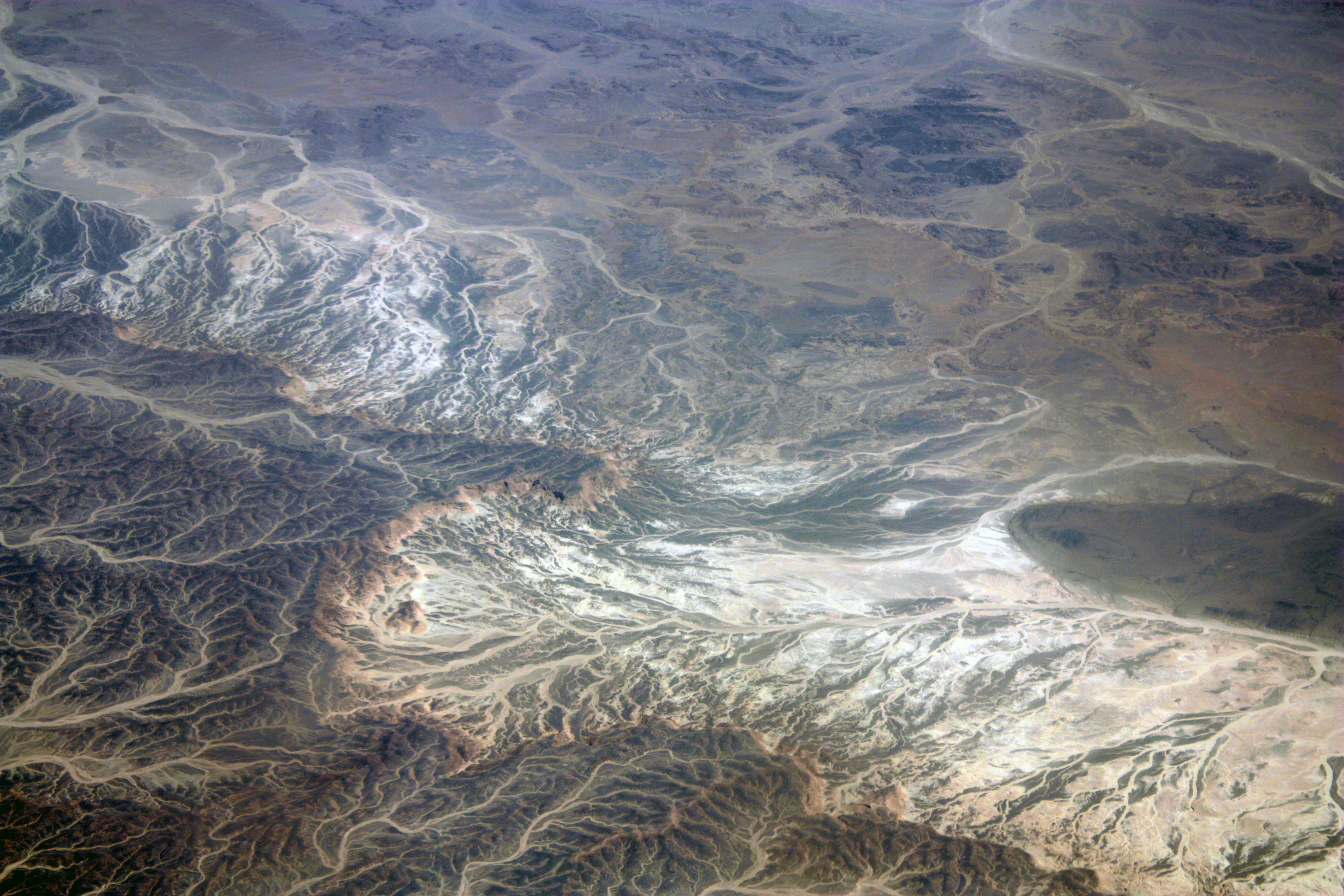
وادی در شمال شرقی مصر

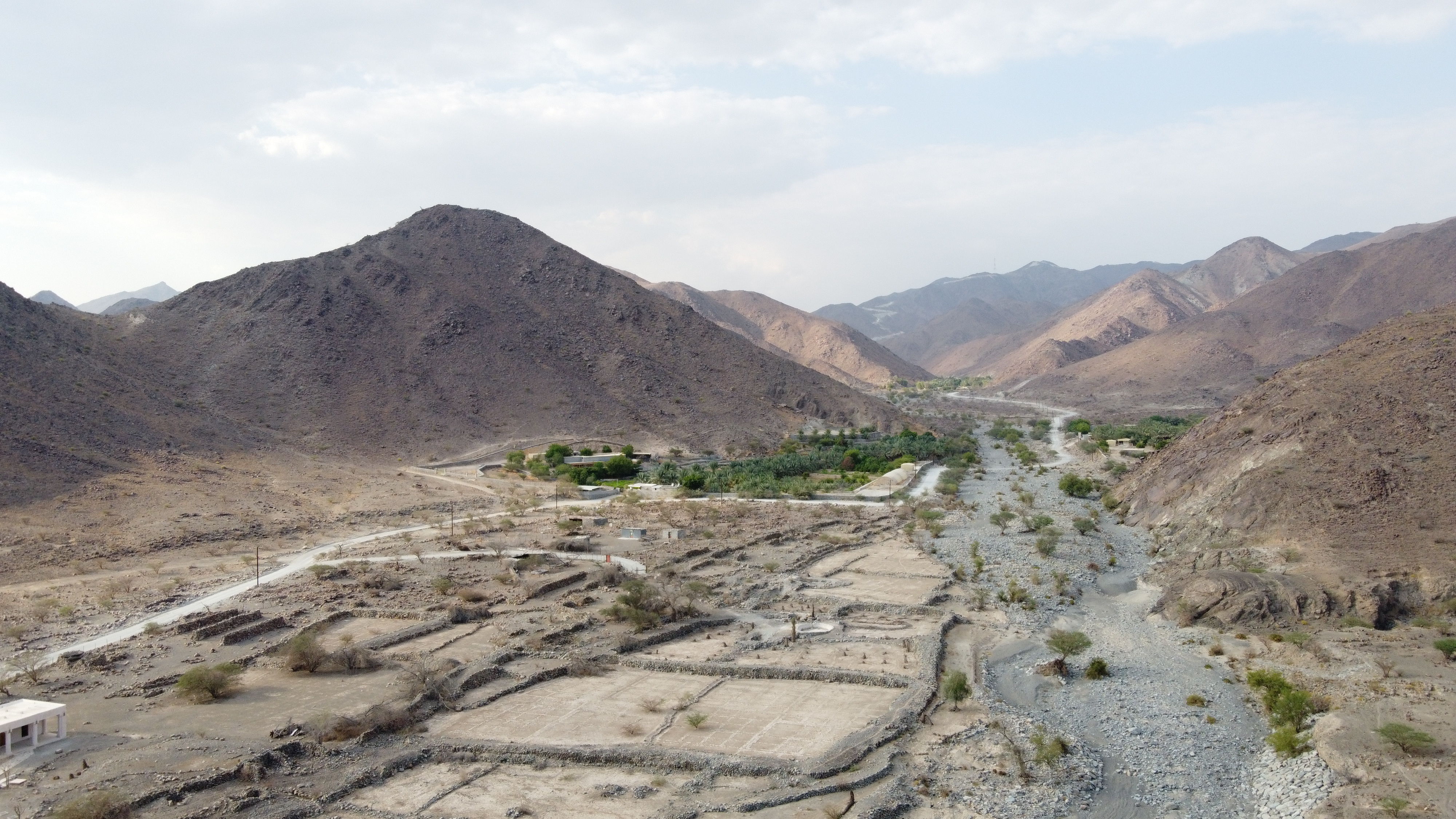
وادی حلو در امارات متحده عربی

وادی (به انگلیسی: vadi) بستر دره‌مانند ایجاد شده بین کوه ها که هنگام بارندگی‌های شدید در آن آب جاری می‌شود. 

## نام
در جنوب ایران، به رودهای فصلی، «دَرواه» می‌گویند. در زبان عربی و انگلیسی به دره بستر رودخانه، وادی گفته می‌شود.